# Jean IV (métropolite de Kiev)
Pour les articles homonymes, voir Jean IV.
Jean IV fut patriarche de Kiev et de toute la Rus' de 1164 à 1166.